# Émile Licent
Émile Licent (16 décembre 1876 - 25 février 1952 ; nom d’adoption en chinois :  桑志华, pendant son séjour de travail en Chine) est un prêtre Jésuite, paléontologue et préhistorien français. Son apostolat l’a conduit à créer un groupe de recherche à Tianjin dans le domaine des sciences naturelles. Il a travaillé sur le terrain avec Pierre Teilhard de Chardin (1881-1955). Émile Licent a acquis en 25 ans de présence en Chine une vaste connaissance du pays, en particulier dans les domaines archéologique et paléontologique,.

## Formation
Émile Licent obtient son doctorat en sciences naturelles en 1912. Il se spécialise au début de sa carrière en entomologie.

## Biographie
Émile Licent a passé vingt-cinq ans à Tianjin, de 1914 à 1939, dans la concession française. Il y fit la connaissance d’Henri Bernard-Maître, jésuite et sinologue.

### Début de présence en Chine
Dès son arrivée à Tianjin, en mars 1914, il se lance dans l'exploration de la Chine. Entre 1914 et 1923, ses expéditions se répartissent dans différentes régions du nord et du centre de la Chine (bassin du fleuve Jaune, y compris les provinces du Shandong, Hebei, Shanxi, Henan, Shaanxi, Gansu, Mongolie-Intérieure et la partie orientale du plateau tibétain).
En 1916 il expédie des fossiles à Marcellin Boule, le professeur de paléontologie du Muséum national d'histoire naturelle, à Paris. Il communique ses découvertes de fossiles sur le plateau d'Ordos, près du Sjarra-osso-Gol (faune du quaternaire) et, après avoir découvert des restes humains, il suggère d’envoyer un paléontologue expert en Chine.

### Avec Pierre Teilhard de Chardin
C’est ainsi que le Jésuite Pierre Teilhard de Chardin, chercheur formé par Marcellin Boule, prend la tête de la Mission paléontologique française en 1923, au moment où la compétition scientifique mondiale apporte de nouvelles découvertes. En 1921 une équipe internationale avait découvert à Zhoukoudian, près de Pékin, la première dent de Sinanthrope, ou Homme de Pékin, plus tard attribuée à Homo erectus.
En mai 1923, Pierre Teilhard de Chardin, docteur ès sciences en 1922 et vice-président de la Société géologique de France en 1923, va ainsi travailler, pour sa première campagne en Chine, sur les gisements de fossiles paléontologiques repérés au Gansu et sur le plateau d'Ordos par Émile Licent. Ils découvrent aussi plusieurs sites d'industrie lithique du Paléolithique. En 1924, la mission achevée, Pierre Teilhard de Chardin rapporte en France un important matériel : lithique et faunique. Et il est dès lors bien décidé à affermir les liens scientifiques entre la France et la Chine.
Tous deux furent les premiers à examiner le site paléolithique de Shuidonggou (水洞 沟) (Ningxia et Mongolie-Intérieure), dans le nord de la Chine.
Émile Licent travailla ainsi avec Pierre Teilhard de Chardin dans la conduite de la recherche archéologique dans les provinces septentrionales de la Chine au cours des années 1920.

### Suite et fin de présence en Chine
En 1924, Émile Licent crée à Tianjin le musée Hoangho Paiho (connu alors comme le « Musée Beijiang » par les Chinois), le premier de son genre en Chine du Nord, avec l’appui de l’ambassadeur de France : un institut de recherches biologiques continentales. Le musée est ouvert au public en 1928. Il a survécu à la Seconde Guerre mondiale et a pris le nom de Musée d'histoire naturelle de Tianjin en 1952.
En 1937, l'invasion japonaise du Nord de la Chine oblige Émile Licent à interrompre ses recherches. Il quitte la Chine en 1938, après la nomination d'un de ses collègues, Pierre Leroy (nom chinois adopté, 罗学宾), en tant que Directeur adjoint du Musée.
La plupart des fossiles de mammifères du Quaternaire, les restes des hommes de la Préhistoire, ainsi que leurs outils que lui et ses collègues ont découverts, sont restés dans le musée qu'il avait créé à Tianjin.

## Hommages et distinctions
Émile Licent était membre de l'Académie des sciences (France).
 Chevalier de la Légion d'honneur (1927). En 1927, Émile Licent fut nommé chevalier de la Légion d'honneur par le gouvernement français pour son travail scientifique novateur et ses missions d’exploration en Chine.
En septembre 2015, une délégation de représentants de Tianjin est venue rendre hommage à ce chercheur, « dont les collections servent encore de base à des recherches scientifiques aujourd'hui ».

## Publications
- Émile Licent, Dix années, 1914-1923, dans le bassin du Fleuve Jaune et autres tributaires du golfe du Pei Tcheu Ly, 1924
- Émile Licent, Le musée Hoangho Paiho de Tientsin : douze années d'exploration dans le nord de la Chine (1914-1925), impr. de Jouve, Paris, 1926
- Marcellin Boule, Henri Breuil, Émile Licent, Pierre Teilhard de Chardin, Le paléolithique de la Chine, Masson, Paris, 1928
- Émile Licent, Les collections néolithiques du Musée Hoang ho Pai ho de Tien Tsin, éd. Tien Tsin - Mission de Sien Hsien, 1932
- Émile Licent, Vingt deux années d'exploration dans le Nord de la Chine, en Mandchourie, en Mongolie et au Bas Tibet, 1914-1935, éd. Tientsin - Mission de Sien Hsien, 1935
- Adrian Schuster: Die Tenebrioniden des Museums Hoangho-Pei Ho in Tientsin. Koleopterologische Rundschau. Band 26 (Nr. 1/2), März 1940, S. 15-24
- Helmut Schütze: Émile Licent und sein Beitrag zur Carabus-Fauna Chinas (Coleoptera: Carabidae). Entomologische Zeitschrift 124(1), 2014, S. 57-60